# Chinolonă
Chinolonele reprezintă un grup de medicamente chimioterapice sintetice cu spectru larg și cu efect bactericid. Cele mai importante chinolone utilizate în terapie sunt fluorochinolonele, care prezintă un atom de fluor în poziția 6 a nucleului chinolonic. Sunt antibiotice foarte eficiente și prezintă unele avantaje farmacocinetice (precum biodisponibilitatea orală mare și volumul de distribuție larg) și o activitate antimicrobiană caracterizată printr-un spectru larg de activitate. Totuși, prezintă un mare risc în ceea ce privește reacțiile adverse (tendinite, rupturi de tendoane, neuropatii) și a dezvoltării bacteriilor de rezistență la fluorochinolone.
Fluorochinolonele sunt active atât pe bacteriile Gram-pozitive, cât și pe cele Gram-negative. Exemple de astfel de medicamente sunt: ciprofloxacina, levofloxacina și moxifloxacina.
Începând cu anul 2019, autorizația de punere pe piață pentru cele din generația 1 a fost retrasă din Uniunea Europeană, iar pentru celelalte antibiotice chinolonice rămase în uz s-au introdus restricții stricte de utilizare.

## Istoric
Deși nu este un derivat adevărat de chinolonă, ci un analog cu atom de azot (naftiridină), acidul nalidixic este considerat ca fiind prima chinolonă sinsteizată. Aceasta a fost introdusă încă din anul 1962 pentru tratamentul infecțiilor de tract urinar. Acidul nalidixic a fost descoperit de către George Lesher și colegii săi în timpul încercării de a sintetiza derivați de clorochină. Se consideră astfel că acidul nalidixic este predecesorul tuturor chinolonelor, inclusiv al fluorochinolonelor. De atunci, mai mult de 10.000 de analogi structurali au fost sintetizați, dar doar câțiva se află în terapie.
În anii 1970 au fost introduși în terapie alți compuși din prima generație, precum: acidul pipemidic și acidul oxolinic, ca forme îmbunătățite ale acidului nalidixic.  Acești agenți au fost utilizați în tratamentul multor infecții bacteriene, chiar și comune și necomplicate. Ulterior, au fost dezvoltate încă trei generații de fluorochinolone.
În iulie 2008, FDA a emis o atenționare black-box pentru utilizarea fluorochinolonelor, datorită reacțiilor adverse de afectare a tendoanelor. În 2016, FDA a atenționat cu privire la alte efecte adverse periculoase asociate uzului oral sau injectabil, precum: neuropatia periferică și afectarea sistemului nervos central, cu recomandarea de restrângere a domeniului terapeutic. Ulterior, și Agenția Europeană a Medicamentului a propus retragerea autorizațiilor de punere pe piață compușii din generația 1 și restricții stricte de utilizare pentru ceilalți reprezentanți.

## Utilizări medicale
Fluorochinolonele sunt utilizate pentru infecții localizate la nivelul aparatului genito-urinar, fiind utilizate adesea în tratamentul infecțiilor nosocomiale localizate în cateterele urinare. În alte cazuri, sunt prescrise doar în cazuri de multi-rezistență a agenților patogeni sau când terapia cu alte antibiotice nu a avut efect. Totuși, sunt și utilizate ca tratament de primă linie în cazul unor infecții acute de pielonefrită sau prostatită bacteriană.

## Efecte adverse
Efectele adverse produse de chinolone variază de la ușoare la severe. Sunt bine tolerate, totuși reacțiile adverse produce, chiar dacă sunt rare, pot fi foarte severe. Tratamentul cu chinolone și fluorochinolone este asociat cu un risc (de aproximativ 0,08 - 0,20%) de afectare a tendoanelor, cu aparția tendinitelor și a rupturilor de tendoane. Afectarea la nivelul sistemului nervos central este caracterizată de insomnie, agitație și rar convulsii și psihoză. Alte efecte adverse posibile sunt: rupturi ale aortei, dezvoltarea unei infecții cu Clostridium difficile (colită pseudomembranoasă), specifică tuturor antibioticelor cu spectru larg, și exacerbarea simptomelor din miastenia gravis.

## Interacțiuni
Chinolonele și fluorochinolonele nu trebuie să fie asociate cu alte produse ce conțin cationi multivalenți, precum sunt antiacidele care conțin ioni de aluminiu sau magneziu, și de asemenea nici cu produse ce conțin calciu, fier sau zinc, întrucât acestea reduc invariabil absorbția orală de chimioterapic. Alte medicamente care prezintă interacțiuni cu fluorochinolonele sunt: sucralfatul, probenecidul, cimetidina, teofilina, warfarina, antiviralele, fenitoina, ciclosporina, rifampina, pirazinamida și cicloserina.

## Mecanism de acțiune

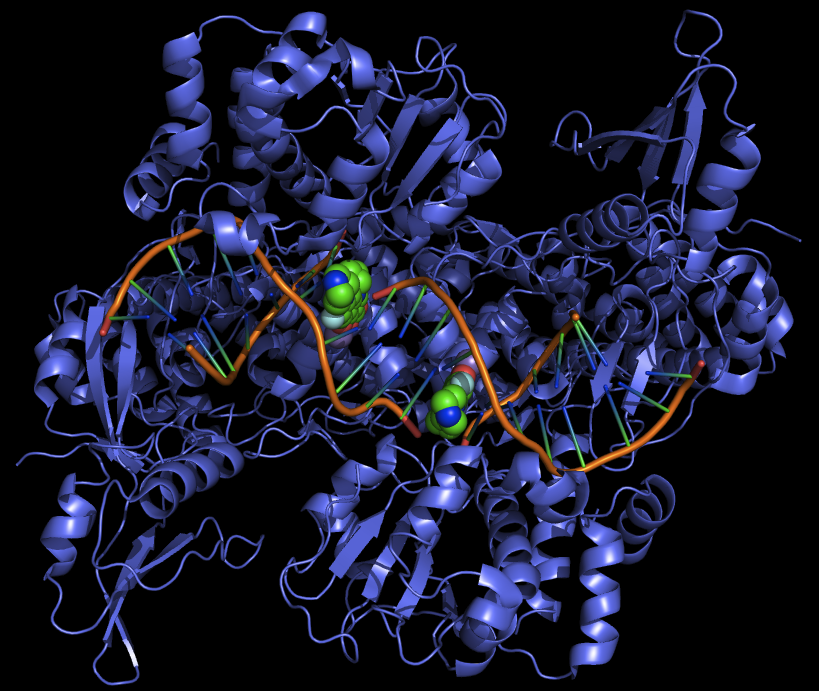
Structura ADN-girazei bacteriene și a ADN-ului bacterian, și legarea a două molecule de ciprofloxacină (verde)

Chinolonele își manifestă activitatea antibacteriană prin inhibarea despiralizării și duplicării ADN-ului bacterian. Mai exact, acestea inhibă enzimele denumite girază, topoizomerază I și IV, care sunt implicate în replicarea ADN-ului, ceea ce duce la moartea celulei bacteriene.
Celulele eucariote nu conțin ADN-girază și topoizomerază IV, totuși există dezbateri în ceea ce privește acțiunea fluorochinolonelor asupra ADN-ului sănătos al celulelor umane. S-a demonstrat că unii compuși din această clasă inhibă sinteza de ADN mitocondrial.

## Farmacologie
Farmacoforul sau unitatea structurală chimică ce conferă activitatea chinolonelor este nucleul chinolinic-carboxilic. Introducerea diferiților substituenți pe acest nucleu a dus la obținerea unei varietății mari de compuși chinolonici, inclusiv cei care prezintă un atom de fluor în poziția 6. Totuși, acesta nu este necesar pentru activitatea antibacteriană, ci conferă lipofilie.
Din punct de vedere farmacocinetic, prezintă o biodisponibilitate orală bună și un volum de distribuție larg. Astfel, compușii mai noi se pretează uzului oral în favoarea administrării intravenoase, minimizând necesitatea spitalizării, și prezintă un timp de înjumătățire mai prelungit, ceea ce permite administrarea unei doze unice zilnice.

## Generații

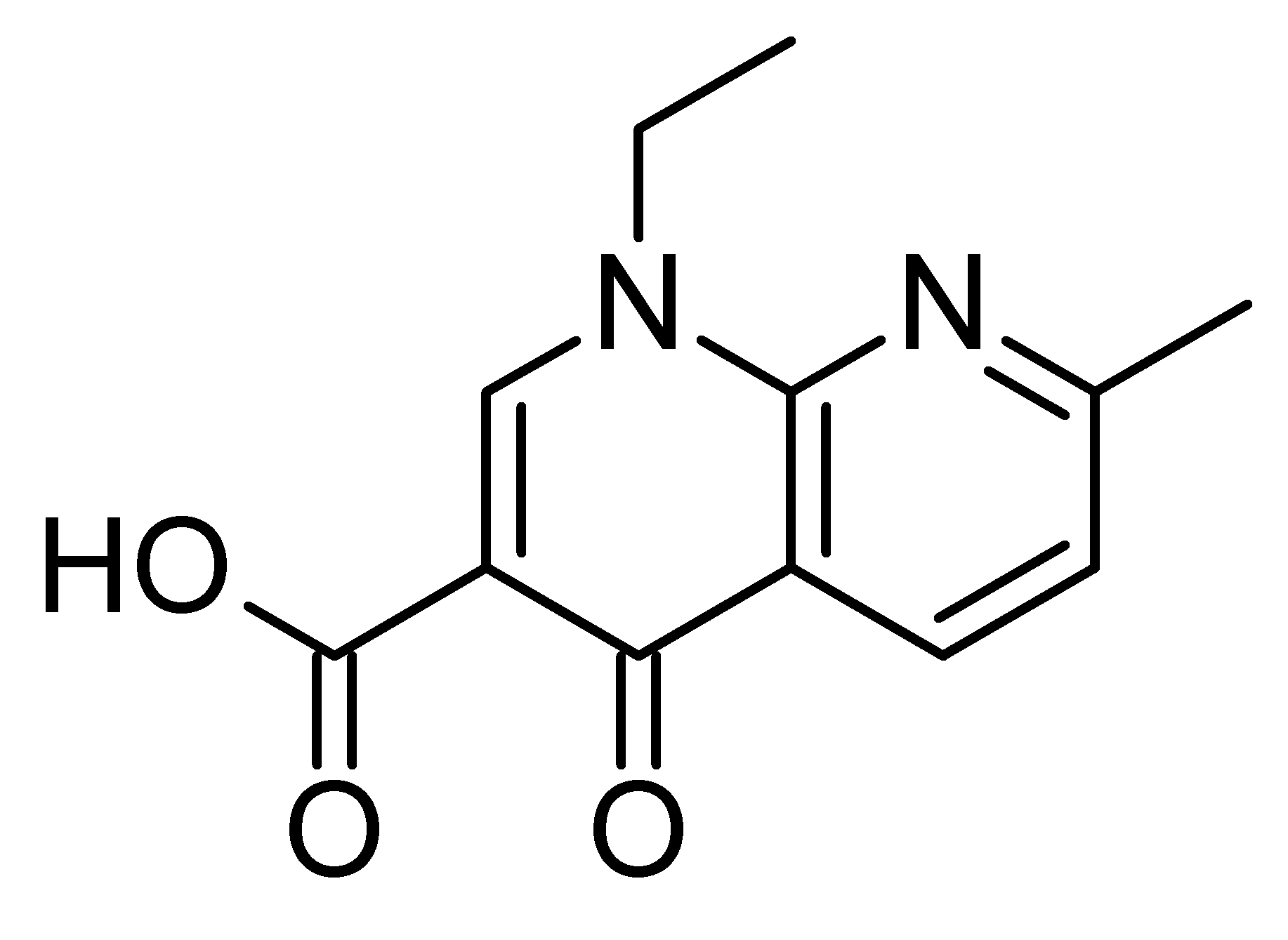
Acid nalidixic - generația 1

Ciprofloxacină - generația a 2-a

Levofloxacină - generația a 3-a

Moxifloxacină - generația a 4-a

### Generația 1
Sunt derivați de chinolonă:
- Acid oxolinic
- Rosoxacină
- Flumechină

Sunt analogi, dar nu chinolone:
- Acid nalidixic, este o naftiridină[28]
- Acid pipemidic, este o pirido-pirimidină
- Cinoxacină[28], este o cinolină

### Generația a 2-a
- Ciprofloxacină[28][29]
- Fleroxacină
- Lomefloxacină[28]
- Nadifloxacină
- Norfloxacină
- Ofloxacină[28]
- Pefloxacină
- Rufloxacină
- Analogi structurali: enoxacină[28]

### Generația a 3-a
- Balofloxacină
- Grepafloxacină
- Levofloxacină[28][29]
- Pazufloxacină
- Sparfloxacină[28][30]
- Temafloxacină
- Analogi structurali: tosufloxacină

### Generația a 4-a
- Clinafloxacină[29]
- Gatifloxacină[31]
- Moxifloxacină[28]
- Sitafloxacină
- Prulifloxacină
- Besifloxacină
- Delafloxacină
- Analogi structurali: gemifloxacină; trovafloxacină și alatrofloxacină (promedicament)[28][29]